# NGC 851
NGC 851 (другие обозначения — UGC 1680, IRAS02086+0332, MCG 1-6-54, KCPG 59B, MK 588, KUG 0208+035, ZWG 413.58, PGC 8368) — линзовидная галактика в созвездии Кит. Открыта Эдвардом Свифтом в 1885 году. Описание Дрейера: «очень тусклый, очень маленький объект круглой формы, очень труднозаметный».
В галактике наблюдается повышенное ультрафиолетовое излучение, и потому её относят к галактикам Маркаряна.
Этот объект входит в число перечисленных в оригинальной редакции «Нового общего каталога».